# كارلوس بريغز
كارلوس بريغز (2 مارس 1964 في الولايات المتحدة - ) (بالإنجليزية: Carlos Briggs)‏ هو لاعب كرة سلة أمريكي في مركز مدافع مسدد الهدف. لعب مع بايلور بيرز ‏.

## وصلات خارجية
- كارلوس بريغز على موقع كلية كرة السلة في سبورتس رفرنس.كوم (الإنجليزية)
- كارلوس بريغز على موقع ريلجم (الإنجليزية)